# Isabella Taviani
Isabella Maria Lopes Leite, más conocida como Isabella Taviani (Río de Janeiro, 8 de octubre de 1968) es una cantante y compositora brasileña.

## Biografía
Antes de convertirse en cantante, trabajó en una oficina pública (DETRAN) y enseñó a niños desfavorecidos. Hija de un pianista y nieta de una cantante de ópera, buscó el curso de soprano sólo para mejorar su voz, pues ya sabía que lo que quería era MPB.
Pensando en mejorar su desempeño en el escenario, realizó un curso en la Casa das Artes de Laranjeiras (CAL). Isabella se formó en canto lírico y, desde entonces, ha desarrollado un estilo que cautiva a todo aquel que la escucha por la fuerza y atrapante melodía de sus composiciones. Fue influenciada por cantantes como Simone, Dalva de Oliveira, Elis Regina, Maria Bethânia y la soprano Maria Callas.

### Trayectoria artística
Isabella Taviani inició su carrera artística en 1992, con participación en proyectos musicales en Río de Janeiro, como "100 anos do Leme", "Som nas Ondas" y "Verão no Por do Sol". Su primer álbum fue lanzado en 2003, y tuvo grandes éxitos como "Digitais", "Canção Para Um Grande Amor", "O Farol", "Olhos de Escudo" y "Foto Polaroid"; de las trece canciones del álbum, once fueron compuestas por ella.
En 2005 realizó su primera gira internacional, actuando en Portugal. Al regresar, grabó su primer DVD, "Isabella Taviani Ao Vivo" en la histórica sala de conciertos Canecão, en Río de Janeiro; el álbum fue lanzado a finales de este mismo año.
En 2012, lanzó el CD "Eu Raio-X", donde trabajó con su esposa Myllena Varginha en algunas de las canciones.
En 2014, transformó la gira del álbum anterior en su segundo DVD, "Eu Raio X Ao Vivo", con la participación de Paulinho Moska, Zélia Duncan, Elba Ramalho y Myllena.
En 2019, realizó una gira conmemorativa por los 15 años de su carrera, y al año siguiente lanzó el álbum "A Máquina do Tempo", que contiene 11 canciones propias, seis de las cuales en colaboración con Myllena.

## Vida personal
En 2012 admitió su homosexualidad, en una entrevista para la revista ISTOÉ Gente.
El 8 de septiembre de 2019 nacieron los gemelos Ignácio y Estevão, de Isabella Taviani y su esposa, la también cantante y compositora, Myllena Varginha. Los bebés fueron concebidos mediante inseminación artificial realizada por Myllena. En sus redes sociales, Isabella Taviani publicó fotografías de los bebés y habló de la emoción de este feliz momento de su vida.

## Discografía[5]
| Álbum                                      | Detalles                                                                                        |
| ------------------------------------------ | ----------------------------------------------------------------------------------------------- |
| Isabella Taviani                           | - Lanzamiento: 1 de abril de 2003 - Formatos: CD, download - Discográfica: Green Songs          |
| Isabella Taviani ao Vivo (CD/DVD)          | - Lanzamiento: 2005 - Formatos: CD, download - Discográfica: Universal Music                    |
| Diga Sim                                   | - Lanzamiento: 2007 - Formatos: CD, download - Discográfica: Universal Music                    |
| Meu Coração Não Quer Viver Batendo Devagar | - Lanzamiento: 2009 - Formatos: CD, download - Discográfica: Universal Music                    |
| Eu Raio X                                  | - Lanzamiento: 2012 - Formatos: CD, download - Discográfica: Coqueiro Verde                     |
| Carpenters Avenue                          | - Lanzamiento: 21 de marzo de 2016 - Formatos: CD, download - Discográfica: Coqueiro Verde      |
| A Máquina do Tempo                         | - Lanzamiento: 31 de enero de 2020 - Formatos: download - Discográfica: It Produções Artísticas |

## DVD[5]
| Álbum                    | Detalles                                                                      |
| ------------------------ | ----------------------------------------------------------------------------- |
| Isabella Taviani ao Vivo | - Lanzamiento: 2005 - Formatos: DVD, download - Discográfica: Universal Music |
| Eu Raio X Ao Vivo        | - Lanzamiento: 2014 - Formatos: DVD, download - Discográfica: Coqueiro Verde  |

### Bandas sonoras y apariciones
| Año  | Música                                       | Álbum                              |
| ---- | -------------------------------------------- | ---------------------------------- |
| 2004 | "Garota de Ipanema"                          | Tom Jobim Lounge                   |
| 2004 | "Ária Paulistana"                            | Um Só Coração                      |
| 2006 | "Caminhos Cruzados"                          | Casa da Bossa                      |
| 2006 | "Vinte e Nove"                               | Tributo a Renato Russo             |
| 2007 | "Viramundo" tema de locação - seringal       | Amazônia, de Galvez a Chico Mendes |
| 2007 | "Luxúria" tema de Carla (Mel Lisboa)         | Sete Pecados                       |
| 2007 | "Ternura" tema de Célia Mara (Renata Sorrah) | Duas Caras                         |
| 2009 | "Sob medida"                                 | Caminho das Índias                 |
| 2009 | "Presente-Passado"                           | Viver a Vida                       |
| 2012 | ''Diga Sim Pra Mim''                         | Corações Feridos                   |